# سعيد بن سليمان الكرامي السملالي
سعيد بن سليمان الكرامي السملالي، أبو عثمان.
تتمثل أهمية العلم في ثناء عدد من أصحاب التراجم عليه وعلى حفظه وعلمه، وهو من العلماء الذين تركوا أثراً كبيراً في المغرب متمثلاً في مؤلفاته المتنوعة، كما تتلمذ على يديه عدد من كبار علماء المغرب مثل: ابنه يحيى ومحمد وغيرهم ممن ترجم لهم أصحاب التراجم كالمختار السوسي وغيره.
لم تذكر المصادر التي ترجمت لسعيد بن سليمان الكرامي شيئاً عن تاريخ ومكان ولادته، وإنما أشارت إلى أنه تربى وترعرع في بيت علم ودين، وكانت أسرته تقطن بسوس الواقعة جنوب المغرب، وعرفت أسرته بالأسرة الكرامية المنتمية إلى قبيلة السماليل أو «أدو سملال» كما يعرف محلياً، ويعود نسبها إلى محمد بن العربي المالكي المعافري، كما ارتحل سعيد بن سليمان إلى غرناطة بالأندلس وتتلمذ على علمائها قبل أن يعود إلى موطنه ويشرع في نشر العلم.
أثنى عليه عدد من أصحاب التراجم؛  فقال خير الدين الزركلي: «فقيه مالكي، له علم بالأدب. من أهل سوس بالمغرب. صنف تآليف كثيرة».
وقال المختار السوسي: «المدرس المؤلف المتخرج من الأندلس، وكان في أهله إخوة وأبناء وأحفاداً علماء أجلاء».
وقال محمد بن أحمد الحضيكي: «فقيه زمانه وزاهده وورعه».
توفي سعيد بن سليمان في 16 شعبان 882 هـ، ودفن بسملالة.

## اسمه ونسبه
سعيد بن سليمان الكرامي السملالي، أبو عثمان.

## مولده ونشأته العلمية
لم تذكر المصادر التي ترجمت لسعيد بن سليمان الكرامي شيئاً عن تاريخ ومكان ولادته، وإنما أشارت إلى أنه تربى وترعرع في بيت علم ودين، وكانت أسرته تقطن بسوس الواقعة جنوب المغرب، وعرفت أسرته بالأسرة الكرامية المنتمية إلى قبيلة السماليل أو «أدو سملال» كما يعرف محلياً، ويعود نسبها إلى محمد بن العربي المالكي المعافري، كما ارتحل سعيد بن سليمان إلى غرناطة بالأندلس وتتلمذ على علمائها قبل أن يعود إلى موطنه ويشرع في نشر العلم، وتفرغ للتدريس والتصنيف في مدرسة  تسمى «مدرسة تازموت السملالية»، وتتلمذ على يديه عدد من أبناءه الذين أصبحوا علماء فيما بعد مثل: ابنه يحيى، ومحمد وإبراهيم، ومحمد، كما ترك سعيد بن سليمان مصنفات في علوم وفنون متنوعة مثل: الفقه، والقراءات، والفلك وغيرها من العلوم.

## فضله ومكانته
1. قال خير الدين الزركلي: «فقيه مالكي، له علم بالأدب. من أهل سوس بالمغرب. صنف تآليف كثيرة».[3]
2. قال المختار السوسي: «المدرس المؤلف المتخرج من الأندلس، وكان في أهله إخوة وأبناء وأحفاداً علماء أجلاء».[4]وقال المختار السوسي أيضاً: «الفقيه العالم المتفنن المتبرك به سيدي سعيد بن سليمان السملالي الكرامي صاحب التآليف العديدة، والتصانيف الشهيرة الشائعة، توفي عن سن عالية وحسن حال».[2]
3. قال محمد بن أحمد الحضيكي: «فقيه زمانه وزاهده وورعه».[5]
4. قال محمد بن أحمد البعقيلي: «منهم الشيخ المبارك، المتبرك به حياً وميتاً، سيدي سعيد بن سليمان.. وهم أهل بيت علم وعمل ودين، كلهم كانوا من أهل القرن التاسع».[6]

## مؤلفاته
1. مشكلات القرآن.
2. شرح الرسالة القيروانية.
3. شرح ألفية ابن مالك.
4. شرح البردة.
5. شرح مختصر ابن الحاجب.
6. مرشد المبتدئين إلى معرفة معاني ألفاظ الرسالة.
7. إعانة المبتدئين على ألفاظ مورد الظمآن.
8. تعريف معاني الضبط في شرح رسم الخط.
9. تقريب الفلاح من اختصار الشراح على ابن الحاجب.
10. شرح على أرجوزة الولدان في الفرض والمسنون.
11. إعانة الصبيان على عمدة البيان.
12. اختصار شرح ابن البنا على منظومه ابن مقرع.
13. هداية السالك إلى فهم ألفاظ ألفيه ابن مالك.[1]

## وفاته
توفي سعيد بن سليمان في 16 شعبان 882 هـ، ودفن بسملالة.

## أهمية العلم
1. ثناء عدد من أصحاب التراجم عليه وعلى حفظه وعلمه.
2. من العلماء الذين تركوا أثراً كبيراً في المغرب متمثلاً في مؤلفاته المتنوعة.
3. تتلمذ على يديه عدد من كبار علماء المغرب مثل: ابنه يحيى ومحمد وغيرهم ممن ترجم لهم أصحاب التراجم كالمختار السوسي وغيره.